# ميرزا عطاء الله الأصفهاني
ميرزا عطاء الله اصفهاني كان رجل دولة فارسي رفيع المستوى في أوائل العصر الصفوي، وكان وزيرًا لأذربيجان وقره باغ [الإنجليزية] وشيروان [الإنجليزية] .

## سيرته
هو من أفراد عائلة خوزان في أصفهان، ذُكر عطاء الله لأول مرة في عام 1524، عندما كلَّفه الشاه طهماسب الأول (حكم من عام 1524 إلى عام 1576) بنقل مرسوم ملكي (فرمان) ورداء شرف (خلعة) إلى بلاط شيروان شاه خليل الله الثاني، الذي حكم تحت السيادة الصفوية. بعد ذلك، شغل عطاء الله منصب وزير أذربيجان، وقره باغ [الإنجليزية]، وشيروان [الإنجليزية]. في عام 1548، ساعد زميله المولود في أصفهان ميرزا سلمان جابري على الانضمام إلى خدمة طهماسب الأول.
في عام 1555، نقل طهماسب العاصمة من تبريز إلى قزوين، لكن عطاء الله اختار مع ذلك البقاء في العاصمة السابقة. في عام 1558، رافق الأمير العثماني المتمرد شهزاد بايزيد من يريفان إلى البلاط الملكي في قزوين. وفقًا لمؤرخ البلاط الصفوي إسكندر بك منشي، كان العمل الإداري لعطاء الله مؤثرًا للغاية، لدرجة أن الممارسات الإدارية التي أسسوها لا تزال هي القاعدة والنموذج في تلك المقاطعات. عندما توفي عطاء الله في وقت ما في أوائل ستينيات القرن السادس عشر، ألف الشاعر عبدي بك شيرازي قصيدة تكريمًا له. وقد خلفه ابنه ميرزا أحمد خزاني الذي خدم في المستشارية، وابنه ميرزا شاه ولي أصفهاني الذي أصبح الصدر الأعظم للبلاد لفترة وجيزة في عام 1587.